# Casa Amarilla (Chubut)

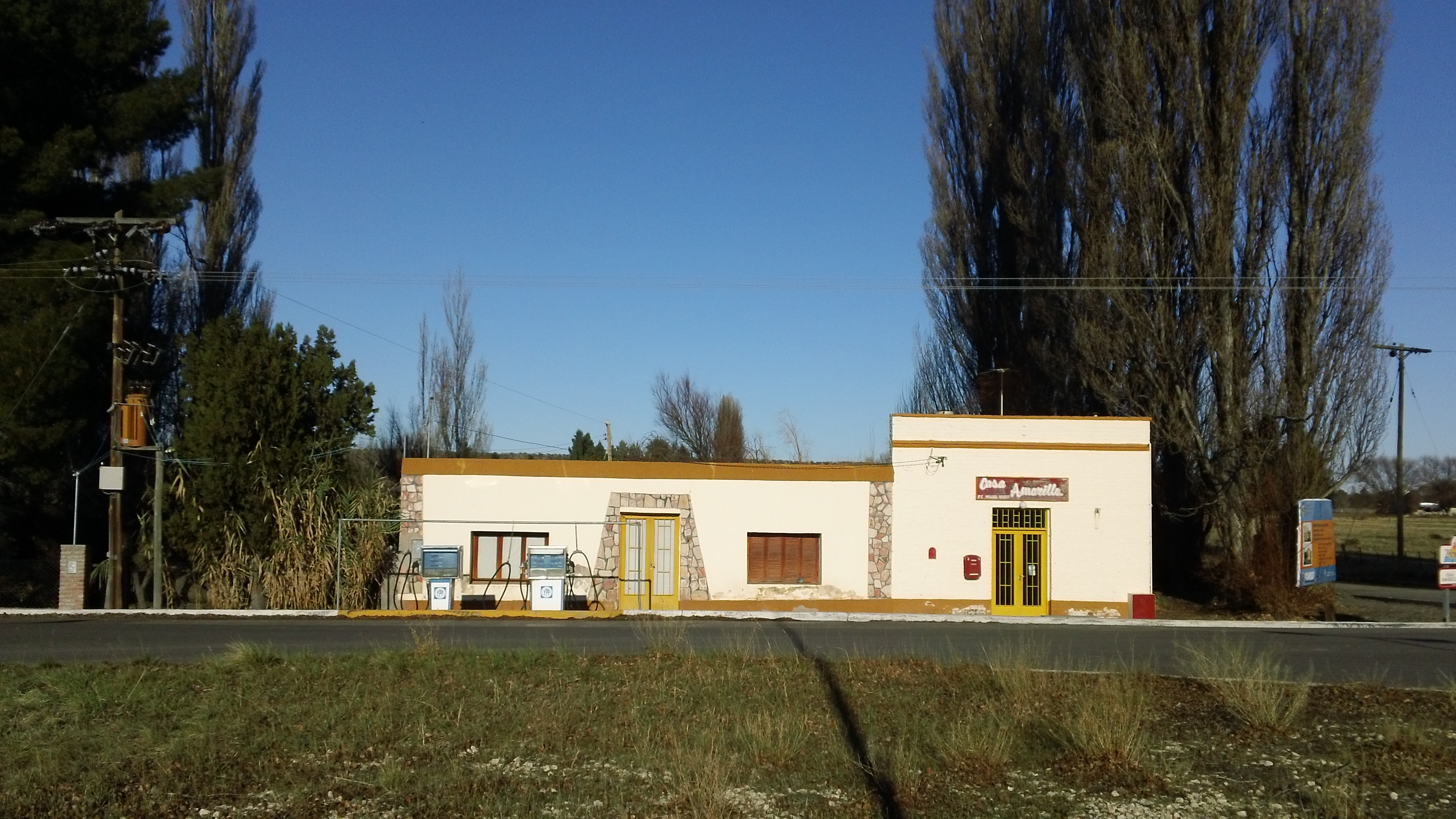
Casa Amarilla de 28 de Julio.

La Casa Amarilla es un famoso monumento histórico representativo de la localidad de Veintiocho de Julio, provincia del Chubut, en Argentina. Fue inaugurada en 1934.

Nació como un local de acopio de garbanzo, transformándose luego en un almacén de ramos generales. Con el transcurso de los años se fue adaptando según las necesidades del pueblo puesto que fue el lugar de reunión para vender, comprar y trocar productos, punto de encuentro para discutir problemáticas sociales, políticas y económicas, sitio inmejorable para instalar una estafeta postal, y con la llegada de los primeros automóviles, surtidor de combustibles entre otras cosas.

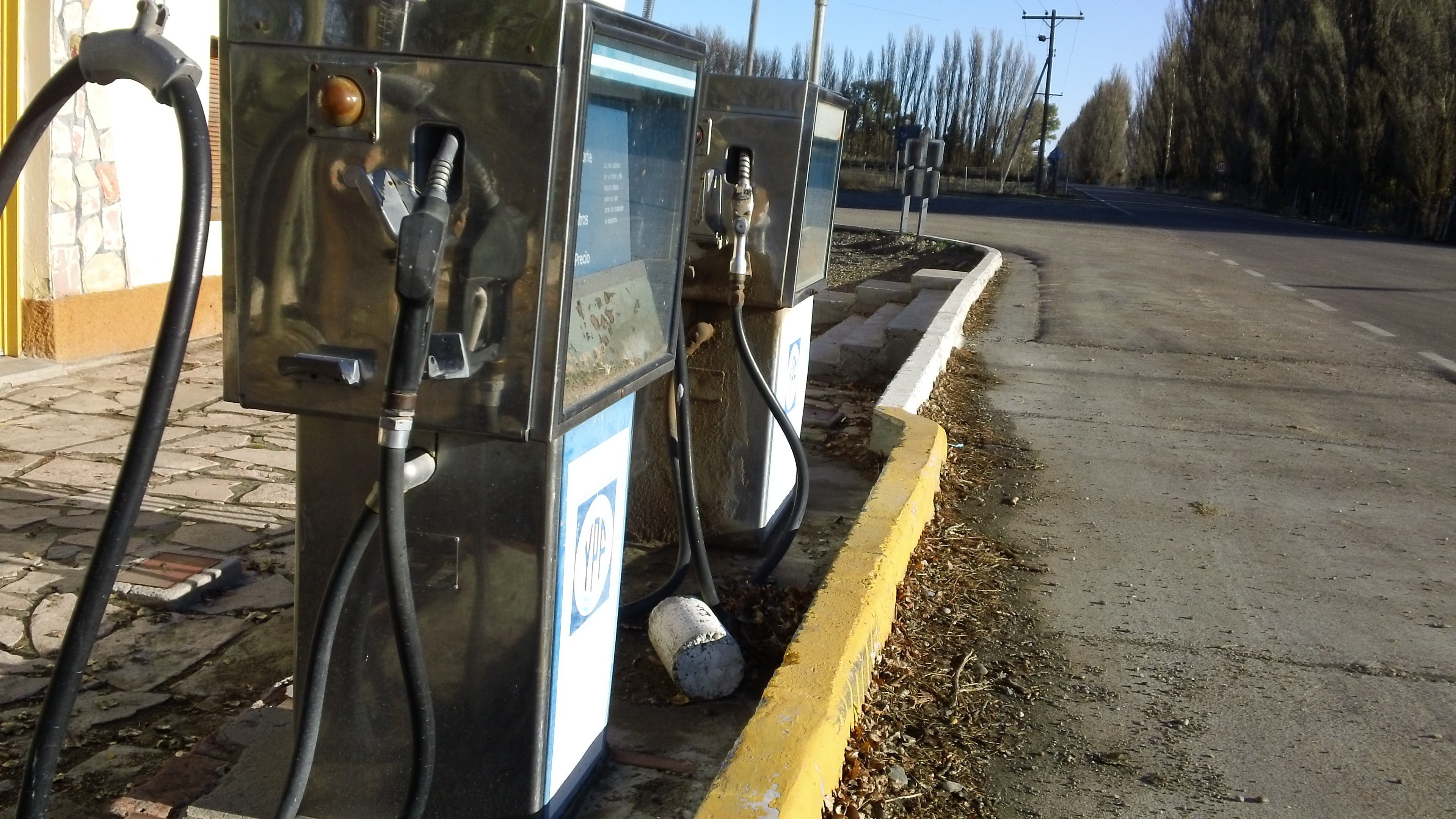
Surtidores de combustible de Casa Amarilla

## Ubicación
Se encuentra en la ruta 10, en el empalme que une a la ruta N.º 3 y N.º 25, la Casa Amarilla encierra además de parte de su mobiliario original, infinitas historias de vida, divertidas anécdotas, y recuerdos imborrables atesorados por más de 80 años de trabajo y servicio.

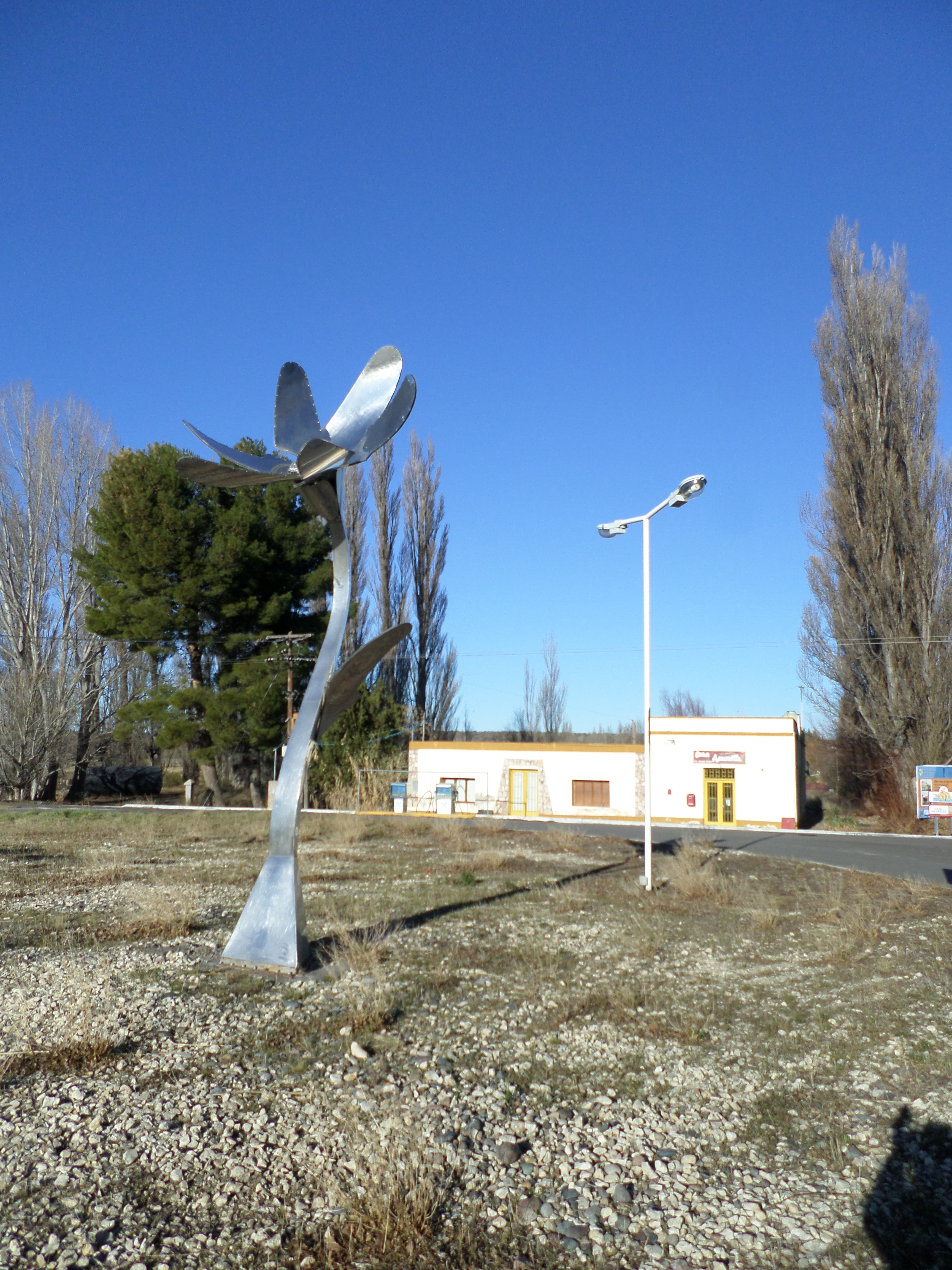
Casa Amarilla de 28 de Julio.